# 리야드 마레즈
리야드 카림 마레즈(아랍어: رياض كريم محرز, 프랑스어: Riyad Karim Mahrez, 1991년 2월 21일 ~ )는 프랑스 출신 알제리의 축구 선수로 현재 사우디 프로페셔널리그의 알아흘리에서 윙어로 활약하고 있으며 알제리 축구 국가대표팀의 주장직을 맡고 있다.

## 클럽 경력

### 켕페르 케르푄센
AAS 사르셀 유스팀을 거쳐 2009년 샹피오나 나시오날 2 소속팀인 켕페르 케르푄센에 입단한 후 2009-10 시즌 리그 27경기 1골을 기록했다.

### 르아브르 AC
2009-10 시즌을 마친 뒤 르아브르 AC로 이적하여 리저브팀에서는 2010-11 시즌부터 2012-13 시즌까지 리그 60경기 24골을 터뜨렸고 1군에서는 2011-12 시즌부터 2013-14 시즌 중반까지 공식전 67경기 10골을 터뜨렸다.

### 레스터 시티
2013-14 시즌 중반 잉글랜드 프리미어리그의 레스터 시티로 둥지를 튼 이후 2017-18 시즌까지 공식전 179경기 48골 37어시스트로 EFL 챔피언십 2013-14 우승, 프리미어리그 2015-16 우승, 2016 FA 커뮤니티 실드 준우승, 2016-17년 UEFA 챔피언스리그 8강 등에 기여하며 레스터 시티의 에이스 역할을 제대로 수행했다.

### 맨체스터 시티
2017-18 시즌을 마친 후 같은 프리미어리그팀인 맨체스터 시티로 이적한 뒤 3번의 리그 우승(2018-19, 2020-21, 2021-22)과 1번의 리그 준우승(2019-20), 잉글랜드 FA컵 2018-19 우승, EFL컵 2018-19 우승, FA 커뮤니티 실드 2연패(2018, 2019) 및 2회 연속 준우승(2021, 2022), 2020-21년 UEFA 챔피언스리그 준우승, 2021-22년 UEFA 챔피언스리그 4강, 잉글랜드 FA컵 3회 연속 4강에 기여하는 등 맨시티에서도 에이스 역할을 충실히 수행했다.

### 알아흘리
2023년 7월 28일, 사우디 프로페셔널리그의 알아흘리로 이적했다. 이적료는 30m이다.

## 국가대표 경력
프랑스와 알제리의 시민권을 둘 다 소유한 마레즈는 알제리 대표팀에 들어가길 원한다고 밝혔었다. 그는 2014년 FIFA 월드컵 알제리 축구 국가대표팀의 예비 선수명단에 포함되었다.

## 수상

### 레스터 시티
- 프리미어리그: 2015–16
- 풋볼 리그 챔피언십: 2013–14

### 맨체스터 시티
- 프리미어리그 : 2018–19, 2020-21, 2021-22, 2022-23
- FA컵 : 2018–19, 2022-23
- EFL컵 : 2018–19, 2019–20, 2020-21
- FA 커뮤니티 실드 : 2018
- UEFA 챔피언스리그 : 2022-23

### 알제리
- 아프리카 네이션스컵: 2019[10]

### 개인[11]
- 발롱도르 : 7위 (2016), 10위 (2019)
- FIFA 올해의 선수 : 7위 (2016)
- PFA 올해의 선수 : 2015–16
- PFA 올해의 팀 : 2015–16
- CAF 올해의 팀 : 2016, 2018, 2019
- CAF 네이션스컵 대회 베스트 : 2019
- CAF 아프리카 올해의 선수 : 2016
- BBC 아프리카 올해의 선수 : 2016
- 아프리카 올해의 골 : 2019
- 알제리 올해의 선수 : 2015, 2016
- EFL컵 결승 MoM : 2021
- 레스터 올해의 선수 : 2015-16
- 맨시티 이 달의 선수 7회
- IFFHS 2010년대 아프리카 베스트